# Бронепоезд

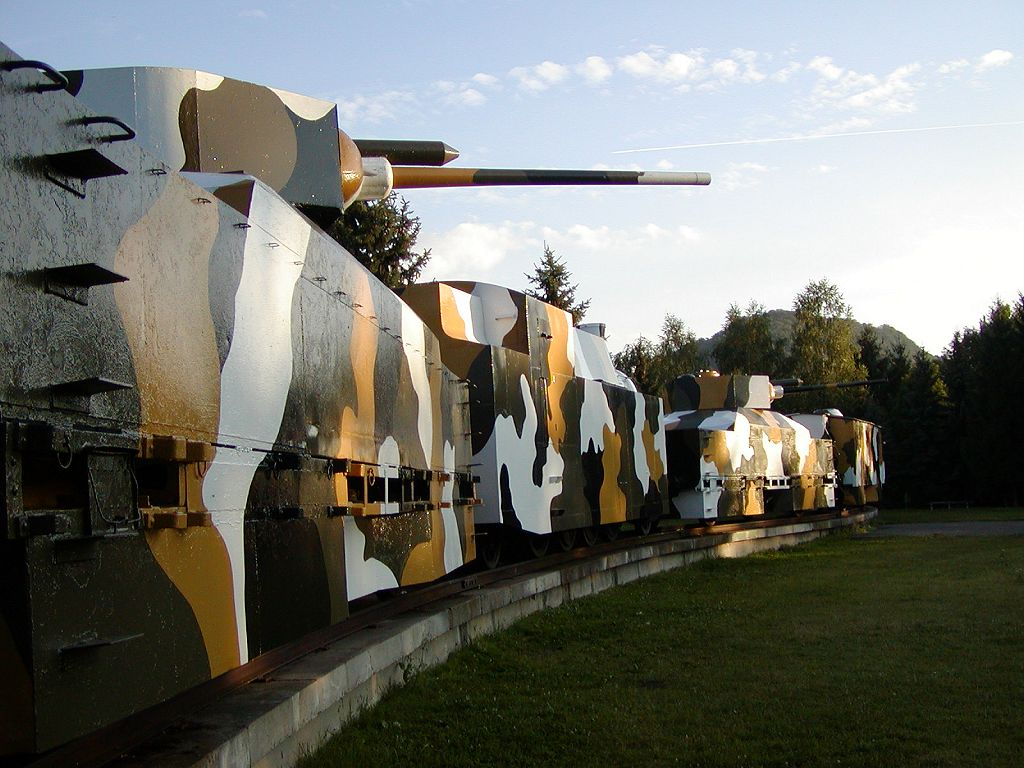
Реплика словацкого бронепоезда «Урбан», построенного 25 сентября 1944 на ж/д заводе Зволена. Последний бронепоезд словацкой армии времени Словацкого национального восстания. Вооружение: 2 76,5-мм орудия 8 cm vz.17 (образца 1917 года) на пушечных лафетах, 4 37-мм пушки Škoda vz.34 UV в башнях танков LT vz.35, 11 7,92-мм пулемётов.

Бронево́й по́езд (сокращённо бронепо́езд) — бронированная железнодорожная боевая машина, железнодорожный состав (поезд) для ведения боевых действий в полосе железной дороги, в различных родах войск.
Бронепоезда широко применялись в вооружённых конфликтах конца XIX века и первой половины XX века, особенно в государствах с развитой сетью железных дорог.
Бронепоезда следует отличать от моторных броневых вагонов и броневых дрезин, которые могут как входить в состав бронепоезда (формирования), так и действовать самостоятельно.

## Состав бронепоезда и вооружение
В состав классической схемы изделия входят: бронированный локомотив (бронепаровоз или бронетепловоз), «чёрный» (небронированный) паровоз, несколько броневагонов со стрелковым, артиллерийским и зенитным вооружением (чаще всего вооружение комбинируется), от двух до четырёх контрольных платформ (платформ прикрытия), иногда — платформы с десантом. Иногда могут использоваться вагоны, имеющие не бронирование, а блиндирование, или платформы, имеющие бруствер из мешков с грунтом.
Немецкие бронепоезда времён Второй мировой войны (Panzerzug) также иногда с одной-двумя платформами с танками (как правило — чешскими или трофейными французскими). В период Второй мировой войны строились также бронепоезда для прикрытия важных объектов в тылу — (крупных железнодорожных мостов, важных оборонных и нефтеперерабатывающих заводов), вне зоны боевых действий, но в зоне досягаемости авиации противника. Такие бронепоезда имели бронепаровоз и платформы с зенитным вооружением.

## Классификация
В 1930-е годы в сухопутных механизированных войсках в соответствии с классификацией боевых машин группа бронированные железно-дорожные машины также включала бронированные лёгкие и тяжёлые поезда.
В соответствии с Проектом боевого устава броневых сил РККА, от 1931 года, 1931 были предусмотрены следующие типы машин:
- броневой поезд полевой[3]:
  - лёгкий броневой поезд[3];
  - тяжёлый броневой поезд[3];
- броневой поезд-батарея[3].

## Назначение бронепоезда
Броневые поезда в 1932 году были предназначены для (стилистика того времени):
- содействия пехоте и коннице в бою путём поражения живой силы противника, его броневых средств и борьбы с его артиллерией
- набегов на тылы и фланги противника
- захвата узлов и пунктов, важных в оперативном отношении, до подхода основных войск
- охраны железнодорожных путей, сооружений, узлов и станций
- сопровождения поездов и ценных грузов
- охраны побережья

## Предназначение единиц подвижного состава
- Бронелокомотив (бронепаровоз или бронетепловоз) для передвижения бронепоезда в бою и на марше. Бронепаровозы оборудовались на базе серийных паровозов и, имевших низкую осевую нагрузку (с тем чтобы избежать значительного превышения осевой нагрузки после бронирования) и низкий силуэт (для уменьшения видимого профиля бронелокомотива как мишени). Бронетепловозы строились на базе серийных тепловозов, при этом тепловозы уже на заводах-изготовителях модернизировались под установку брони и получали бронирование.

- Бронетендер — бронированный вагон с запасом угля для бронепаровоза.
- «Чёрный» паровоз — мощный небронированный паровоз для быстрого передвижения бронепоезда вне зоны боевых действий. «Чёрные паровозы» использовались для переброски бронепоездов между фронтами и театрами военных действий. В боевых действиях «чёрный» паровоз не участвовал, отцеплялся и оставался со своим составом (штаб) на выжидательной позиции — ближайшей станции или на перегоне, где и ждал свой бронепоезд. В состав бронепоезда «чёрный» паровоз не входили, но входили в состав формирования, состоявшего из бронепоезда и поезда-штаба.
- Броневагоны и Бронеплощадки — бронеплощадки, вооруженные для борьбы с боевой техникой и живой силой противника.
  - Зенитные бронеплощадки — бронеплощадки с зенитными вооружением для борьбы с авиацией противника.
- Вагон управления — часто с командирской башенкой, впоследствии радиофицированный. Пост командира бронепоезда, управляющего движением и боевыми действиями бронепоезда.
- Бронированные десантные вагоны — вагоны, специально оборудованные для размещения десанта, используемого для захвата станций, иных ключевых точек на пути движения бронепоезда или иных специальных действий. Обычно вооружались станковыми пулемётами и бойницами для стрельбы из личного оружия десанта. При отсутствии подобных вагонов или в иных случаях десант размещали на контрольных платформах.
- «Контрольные» платформы — обычные железнодорожные платформы, используемые для обнаружения минирования железнодорожного пути. Кроме того, платформы обычно перевозили путевой инструмент, рельсы, шпалы, рельсовые крепления — для ремонта железнодорожного пути, повреждённого при взрыве или обстреле. Во многих случаях контрольные платформы использовались для размещения десанта и/или наблюдателей, для этого их блиндировали на высоту около 40 см и оснащали бойницами для стрельбы из личного оружия десанта.[2]

## Перечень сокращений
- бепо, бп — бронепоезд;
- зпбепо — запасный полк броневых поездов;
- мбв — моторный броневой вагон;
- оминбепо — отдельный миномётный броневой поезд;
- обп, обепо — отдельный броневой поезд;
- одбп — отдельный дивизион броневых поездов;
- БП — броневой поезд, бронепоезд;
- БД — броневая дрезина;
- МБВ — моторный броневой вагон;
- ПЛ — бронеплощадка легкая;
- ПТ — бронеплощадка тяжелая;

Согласно 

## В искусстве
В литературе
- Всеволод Иванов, «Бронепоезд 14-69» — повесть, 1922.
- Всеволод Иванов, «Бронепоезд 14-69» — пьеса, 1927.
- Гайто Газданов, «Вечер у Клэр» — роман, 1929.
- Иосиф Прут, «Князь Мстислав Удалой» — пьеса, 1932.
- Андрей Амельянович, «Легенды зоны. Запасной путь» — роман, 2014.[источник не указан 958 дней]

В кинематографе
- «Красный бронепоезд в бою» (1918)[6]
- «Гвоздь в сапоге» (1932, Госкинпром Грузии) — яркий агитационно-пропагандистский фильм, сюжет которого раскручивается вокруг гибели бронепоезда в газовой атаке. Экипаж состоит из рабочих обувной фабрики, шивших бракованные сапоги, что и заставило в конце концов их поплатиться жизнями.
- Человек с ружьём (1938 год, Ленфильм) — красные, отражая наступление на революционный Петроград войск Краснова — Керенского останавливают белый бронепоезд; в заключительной сцене, на войну отправляется красный бронепоезд.
- Оборона Царицына (1942, Ленфильм) — Ворошилов на бронепоезде пробивается к сражающимся в Царицыне красным.
- «В 6 часов вечера после войны» (1944, Мосфильм) — романтико-поэтический фильм о Любви и Войне. В конце фильма главные герои Варя (Лариса Ладынина) и командир -артиллерист Кудряшов (Евгений Самойлов) встречаются на зимнем полустанке. Кудряшов после тяжелого ранения стал командиром бронепоезда «МОСКВА» (тип НКПС-42), Варя — зенитчицей на контрольной площадке воинского эшелона.
- «Золотой эшелон» (1959, киностудия им. М. Горького) — фильм о гражданской войне. Зимой 1919 года группа большевиков угоняет у белых эшелон с «колчаковским золотом». Во второй половине фильма в ряде коротких эпизодов показан бронепоезд белых во время погони за «Золотым эшелоном».
- Крепость на колёсах (1960, Киностудия им. Довженко) — в районе Канева, в августе 1941 года, прикрывая переправы через Днепр, героически сражается с оккупантами, неся большие потери, бронепоезд № 56 под командованием капитана П. К. Ищенко. Его задача — остановить продвижение фашистов и прорвать кольцо осады, создав спасительный коридор для советских солдат. После того, как вражеская бомбардировка вывела бронепоезд из строя, экипаж уничтожил матчасть и влился в состав обороняющихся стрелковых частей.
- «Армия „Трясогузки“» (1964, Рижская к/ст) — конце фильма о беспризорниках на гражданской войне, рабочие-железнодорожники захватывают бронепоезд белых, находящийся в депо на ремонте. Бронепоезд участвует в освобождении города от белых.
- «Поезд» (1964, США — Франция — Италия) — об операции французского сопротивления, использующих бронепаровоз.
- «Красная рябина» / Jarzebina czerwona (1969, Польша) — фильм повествует о взятии штурмом укреплённого города-крепости Кольберга (совр. Колобжег в Польше) Советской Армией при участии Войска Польского в 1945. В середине фильма польские подразделения штурмующие вокзал контратакует немецкий бронепоезд…
- «Бег» (1970, Мосфильм) — в сцене обороны Крыма генерал Хлудов произносит фразу: «Час жду „Офицера“ на Таганаш. В чём дело? В чём дело? В чём дело?», после чего приказывает повесить начальника станции на семафоре, если через пятнадцать минут бронепоезд не пройдет выходной семафор. Через некоторое время на экране виден проходящий станцию бронепоезд и сопровождающий его бегом начальник станции.
- «За час до рассвета» (1973, двухсерийный фильм киностудии «Армен-фильм» по пьесе Иосифа Прута «Бронепоезд „Князь Мстислав Удалой“») — отряд красноармейцев на указанном бронепоезде, правда, уже переименованном в «Степан Шаумян», прорывается сквозь кольцо частей Мамонтова (командующий генерал Дроздов — актёр А. Барушной). Командир бронепоезда — дворянин, присягнувший большевикам (актёр А. Лазарев). В поезде под арестом содержится белый генерал Седых (В. Кенигсон), регулярно предпринимающий попытки к побегу. После ряда инициированных белыми безуспешных торгов о сдаче состава части Дроздова идут на последний штурм. «Красный джигит» (Г. Тонунц, знаменитый по роли Камо) в одиночку прорывается к красным. Из всего экипажа бронепоезда в кровавом бою уцелел лишь комиссар (А. Джигарханян), и, разумеется, красные разгромили белых…
- «И на Тихом океане…» (1973, Мосфильм — экранизация пьесы «Бронепоезд 14-69» и партизанских повестей Всеволода Иванова) — по ходу фильма дальневосточные красные партизаны блокируют «белый» бронепоезд № 14-69 с боеприпасами и в результате продолжительной осады захватывают его…
- «Оружие для Праги» / Zbrane pro Prahu (1974, Чехословакия) — романтизация чешского восстания против немцев в мае 1945 г. Через провинциальную станцию двигаются эшелоны немцев на запад. Узнав о восстании в Праге, местные патриоты-железнодорожники устраивают крушение одного из немецких поездов с бронеплощадками. Восстанавливают своими силами пару броневагонов, формируют экипаж и двигаются к арсеналу за оружием для восставших. В пути происходят стычки с остаточными группами немцев. В одном эпизоде были сняты два настоящих(!) «Тигра», чехи их решительно постреляли «фаустпатронами» «на ходу» и доставили оружие и боеприпасы в Прагу! Во время второго рейса чешский бронепоезд встречается с передовыми группами танков 1-го Украинского фронта. Всю вторую половину фильма воспроизводится документальная запись обращения восставшей Праги к «… Доблестной Красной Армии — Спасительнице!».
- «Дни Турбиных» (1976, 3-серийный телефильм по одноимённой пьесе Михаила Булгакова, «Мосфильм») — в конце фильма, на фоне финальной песни «Бронепоезд ПРОЛЕТАРИЙ» в коротком эпизоде показан Красный бронепоезд «Пролетарiй».
- «Солдаты свободы» (1977, СССР, Болгария, Польша, Чехословакия, Румыния) — 4-серийный фильм об освобождении от немецко-фашистской оккупации Восточной Европы Советской Армией и патриотами. В последних сериях, показан эпизод Словацкого национального восстания 1944 г., когда словацкий бронепоезд в горах отбивается от немецкой моторизованной группы.
- «Дачная поездка сержанта Цыбули» (1979, киностудия им. А. Довженко) — сержант с группой подпольщиков угоняет со станции немецкий бронепоезд, отвлекая его команду футбольным мячом. Затем он взрывает железнодорожный мост и сбрасывает с него бронепоезд. Фильм снимался в Киевском ВО.
- «Дикий ветер» (1985, Молдова-фильм, СССР — Югославия) — Партизаны захватывают вражеский бронепоезд и начинают наступление…
- Матрос Железняк (1985) — главный герой фильма Железняков командует бронепоездом.
- «Небесный замок Лапута» (1986, аниме-фильм, Япония) — локомотиву, на котором Сита и Пазу спасались от бандитов, дорогу преграждает бронепоезд с военными. Бронепоезд начинает обстреливать бандитов, а полковник Муска, который ехал на бронепоезде, пускается в погоню за сбежавшей Ситой, у которой был волшебный камень.
- «Золотой глаз» (1995, США) — агент 007 выстрелом из танка останавливает бронепоезд Травельяна, Джеймс и Наталья спасаются, улетев на вертолёте и взрывают поезд.
- «Александра» (2007, к/ст «Proline-film») — бабушка (Галина Вишневская) едет в зону боевых действий навестить внука-офицера. К месту службы внука (и обратно) бабушка прибывает в воинском эшелоне-спецпоезде с бронированными площадками (типа «Байкал»).
- «Девять жизней Нестора Махно» (2006, сериал, «ДомФильм») — бронепоезд «Анархист Коц…» под командой Лёвы Задова показан в ряде эпизодов пятой серии.
- «Последний бронепоезд» (2006, совместный российско-белорусский телесериал) — сериал снят на основе реальных событий — окружение и разгром в августе 1941 года 63-го стрелкового корпуса 21-й армии. Для вывода из окружения стрелкового корпуса комкор Леонид Мальцев задействует последний оставшийся резерв — бронепоезд, стоящий на станции Ольховатка. Бронепоезд захватывает немецкая диверсионная группа. Но группа окруженцев во главе с репрессированным бывшим генерал-майором по кличке Лесоруб, другом Мальцева, угоняют бронепоезд у немцев и ведут его к окружённому корпусу, который при поддержке бронепоезда прорывается из окружения.